# 晨星網
晨星（朝鮮語：새별）是朝鮮民主主義人民共和國的網上經濟貿易會社，2008年12月24日成立於平壤市中區。其網站負責發佈資料需求信息，提供貿易咨詢服務。
晨星網目前只能通過朝鮮內部的光明網訪問，其地址為192.169.1.222。涉及對外貿易時，則使用與中國合辦的朝鮮貿易網。